# رجو (فقوس)
ركو هو دُوَّار يقع بجماعة افرطيسة، إقليم بولمان، جهة فاس مكناس في المملكة المغربية. ينتمي الدوّار لمشيخة فقوس التي تضم 3 دواوير. يقدر عدد سكانه بـ 1795 نسمة حسب الإحصاء الرسمي للسكان والسكنى لسنة 2004.

## روابط خارجية
- البوابة الوطنية للجماعات الترابية نسخة محفوظة 12 مارس 2018 على موقع واي باك مشين.
- المندوبية السامية للتخطيط